# Salaria
Salaria  (лат.) — род рыб из семейства собачковых. Название рода происходит от латинского salar, salaris - форель. В состав рода включают пять видов:
- Salaria atlantica Doadrio, Perea & Yahyaoui, 2011
- Salaria basilisca (Valenciennes, 1836)
- Salaria economidisi Kottelat, 2004
- Salaria fluviatilis (Asso, 1801) — Речная собачка[2]
- Salaria pavo (Risso, 1810) — Морская собачка-павлин[2]